# Gert Otto
Gert Otto (* 10. Januar 1927 in Berlin; † 13. März 2005 in Mainz) war ein evangelischer Theologe.

## Leben
Gert Otto wurde sechzehnjährig zum Kriegsdienst verpflichtet. Nach polnischer und sowjetischer Kriegsgefangenschaft kehrte er erst 1946 zurück und studierte nach dem Abitur 1947 Evangelische Theologie, Pädagogik und Germanistik. Nach der Promotion an der Humboldt-Universität zu Berlin 1952 wurde Otto zuerst Lehrer auf Spiekeroog und anschließend Referent im Katechetischen Amt der Hannoverschen Landeskirche in Loccum. 1958 wurde er Dozent an der Universität Hamburg, wo er sich 1960 habilitierte (zum Thema Schule – Religionsunterricht – Kirche). 1963 wurde er auf einen Lehrstuhl für Praktische Theologie an der Universität Mainz berufen, den er bis zur Emeritierung 1992 innehatte. Zudem amtierte er von 1976 bis 1988 als Universitätsprediger. Von 1968 bis 1982 vertrat Otto seine Fakultät in der Synode der Evangelischen Kirche in Hessen und Nassau.
Die Schwerpunkte seines akademischen Wirkens und seiner Publikationen lagen in den Bereichen Homiletik (Predigtlehre) und Religionspädagogik. In beiden Fällen schlug er neue Wege gegenüber einer von der Dialektischen Theologie dominierten Position ein, die bislang in den evangelischen Kirchen Deutschlands herrschend gewesen war. Den Religionsunterricht wollte er nicht mehr in der Tradition der vor allem von Martin Rang und Helmuth Kittel vertretenen Evangelischen Unterweisung als „Kirche in der Schule“ verstehen, sondern vom Kontext der Schule her bestimmen. Die Aufgabe der Predigt sah er nicht primär in der Verkündigung, sondern in der Kommunikation, wodurch die Rolle der Rhetorik als Hilfswissenschaft der Homiletik wieder stark betont wurde. Beide Ansätze, die auch zum Programm der von Otto 1966 gegründeten und über Jahrzehnte redigierten Zeitschrift Theologia Practica (seit 1994 Praktische Theologie. Zeitschrift für Praxis in Kirche, Gesellschaft und Kultur) gehörten, verband er mit seiner Bestimmung der Praktischen Theologie als „kritische Theorie religiös vermittelter Praxis in der Gesellschaft“. Die durch ihn eingeleitete „empirische Wende“ in der Praktischen Theologie hat sich bald weitgehend durchgesetzt. Dazu trugen auch seine unmittelbaren Schüler bei, zu denen Henning Luther, Hans-Joachim Dörger, Jürgen Lott, Albrecht Grözinger und Ursula Baltz-Otto (mit der er ab 1984 verheiratet war) gehörten. 
Ottos Zwillingsbruder war der Kunstpädagoge Gunter Otto.

## Schriften
- als Herausgeber: Praktisch-theologisches Handbuch. Furche, Hamburg 1970, ISBN 3-7730-0255-6, darin Art.: Vorwort, Zur gegenwärtigen Diskussion in der Praktischen Theologie, Kindergottesdienst, Konfirmation und Konfirmandenunterricht, Religionsunterricht.
- Predigt als Rede. Über die Wechselwirkungen von Homiletik und Rhetorik (= Urban-Taschenbücher. T-Reihe. Bd. 628). Kohlhammer, Stuttgart u. a. 1976, ISBN 3-17-002985-1.
- Von geistlicher Rede. 7 rhetorische Profile (= Gütersloher Taschenbücher Siebenstern. Bd. 343). Gütersloher Verlagshaus Mohn, Gütersloh 1979, ISBN 3-579-03764-1.
- Rhetorisch predigen. Wahrheit als Mitteilung: Beispiele für die Predigtpraxis. Gütersloher Verlagshaus Mohn, Gütersloh, 1981, ISBN 3-579-02710-7.
- Wie entsteht eine Predigt? Ein Kapitel praktischer Rhetorik. Kaiser, München 1982, ISBN 3-459-01426-1.
- Praktische Theologie. 2 Bände. Kaiser, München 1986–1988;
  - Band 1: Grundlegung der praktischen Theologie. 1986, ISBN 3-459-01661-2;
  - Band 2: Handlungsfelder der praktischen Theologie. 1988, ISBN 3-459-01756-2.
- Wer könnte atmen ohne Hoffnung. Predigten. CMZ-Verlag, Rheinbach 1996, ISBN 3-87062-501-5.
- als Herausgeber: Was heisst Gemeinde – morgen? (= Praktische Theologie. Jg. 31, H. 1, ISSN 0938-5320). Kaiser, Gütersloh, Kaiser 1996.
- Spurensuche. Darstellung und Interpretation von Lebensgeschichten. Dreizehn Essays. CMZ-Verlag, Rheinbach 1997, ISBN 3-87062-505-8.
- Alltag – Identität – Religion. In Briefen und Tagebüchern (= Wechsel-Wirkungen. Bd. 23/24). Spenner, Waltrop 1997, ISBN 3-927718-93-9.
- Rhetorische Predigtlehre. Ein Grundriss. u. a., Mainz u. a. 1999, ISBN 3-7867-2200-5.
- Was ist, ist nicht alles. In Träumen die Welt aneignen. Matthias-Grünewald-Verlag, Mainz 2001, ISBN 3-7867-2331-1.
- „Wo ist das Kind, das ich gewesen?“ Lebensgeschichten fordern uns heraus (= Theologie und Literatur. Bd. 16). Matthias-Grünewald-Verlag, Mainz 2003, ISBN 3-7867-2452-0.
- Tod und Trauer brauchen Sprache. Herausgegeben von Ursula Baltz-Otto. Radius, Stuttgart 2008, ISBN 978-3-87173-505-9.